# Oreneta pit-roja
L'oreneta pit-roja (Cecropis semirufa) és una espècie d'ocell de la família dels hirundínids (Hirundinidae). Es troba a l'Àfrica subsahariana. Els seus hàbitats principals són la sabana seca, les praderies i matollars tropicals i subtropicals, les praderies temperades, els cursos d'aigua, les terres llaurades, les terres de pastures, els jardins rurals i les àrees forestals fortament degradades. El seu estat de conservació es considera de risc mínim.